# Кулмас
Кулма́с (рос. Кулмас, башк. Ҡолмас) — село у складі Бєлорєцького району Башкортостану, Росія. Входить до складу Інзерської сільської ради.
До 17 грудня 2004 року село входило до складу Нукатовської сільради.
Населення — 18 осіб (2010; 10 в 2002).
Національний склад:
- башкири — 100%